# Leiarius longibarbis
Leiarius longibarbis és una espècie de peix de la família dels pimelòdids i de l'ordre dels siluriformes que es troba a Sud-amèrica: riu Amazones.
És un peix d'aigua dolça i de clima tropical.